# SN 2003er
SN 2003er – supernowa odkryta 25 maja 2003 roku w galaktyce A123632+6207. W momencie odkrycia miała maksymalną jasność 23,20m.